# Spominski znak Ajševica 1991
Spominski znak Ajševica 1991 je spominski znak Slovenske vojske, ki je bil ustanovljen 25. septembra 2006.

## Upravičenci
Spominski znak Ajševica 1991 se lahko podeli pripadnikom TO RS, ki so sodelovali pri aktivni blokadi vojašnice Ajševica.

## Opis
Spominski znak Ajševica 1991 ima obliko ščita iz poznogotskega obdobja, visok je 35 mm in v najširšem delu širok 30 mm. Kovan je iz 2 mm debelega bakra, pozlačen, pobarvan in prevlečen s prozornim poliestrskim emajlom. V zgornjem delu znaka je 3,5 mm velik napis AJŠEVICA, v osrednjem so upodobljeni območje Ajševice, pobočje Lijaka in tank T-55, v spodnjem delu pa je 3,5 mm velik datum 2. VII. 1991. Napisi na znaku, obrobe in črte med barvami so pozlačeni in polirani.
Vsak znak je na zadnji strani oštevilčen in ima priponko.

## Nadomestne oznake
Nadomestna oznaka je modre barve z zlatim lipovim listom, ki ga križa puška.

## Nosilci
- seznam nosilcev spominskega znaka Ajševica 1991